# Carcelia kindaitchin
Carcelia kindaitchin là một loài ruồi trong họ Tachinidae.